# Einebenenanordnung
Die Einebenenanordnung ist eine Anordnung aller Leiterseile auf einem Hochspannungsmasten in einer Ebene. Die Einebenenanordnung führt zu einer niedrigen Bauhöhe der Maste, verbunden mit einer großen Trassenbreite. Sie wird für Freileitungen von Hochspannungs-Gleichstrom-Übertragungen (HGÜ) und Bahnstromleitungen fast immer und von Drehstrom-Hochspannungs-Übertragungen (DHÜ) dann verwendet, wenn die Masten nicht zu hoch sein dürfen. Der Nachteil dieser Anordnung ist eine schlechtere Abdeckung durch das Blitzschutzseil.
Von einem Einebenenmasten spricht man, wenn der Freileitungsmast nur 1 oder 2 Systeme in der Einebenenanordnung trägt. Es gibt auch Tonnenmasten mit Einebenenanordnung, diese tragen bis zu 6 Systeme.
Während in den alten Bundesländern der Donaumast vorherrscht, ist der Einebenenmast in den neuen Bundesländern der häufigste Mast, oft auch ohne Blitzschutzseil und mit erst kurz vor den Enden spitz auslaufenden Traversen.

## Galerie

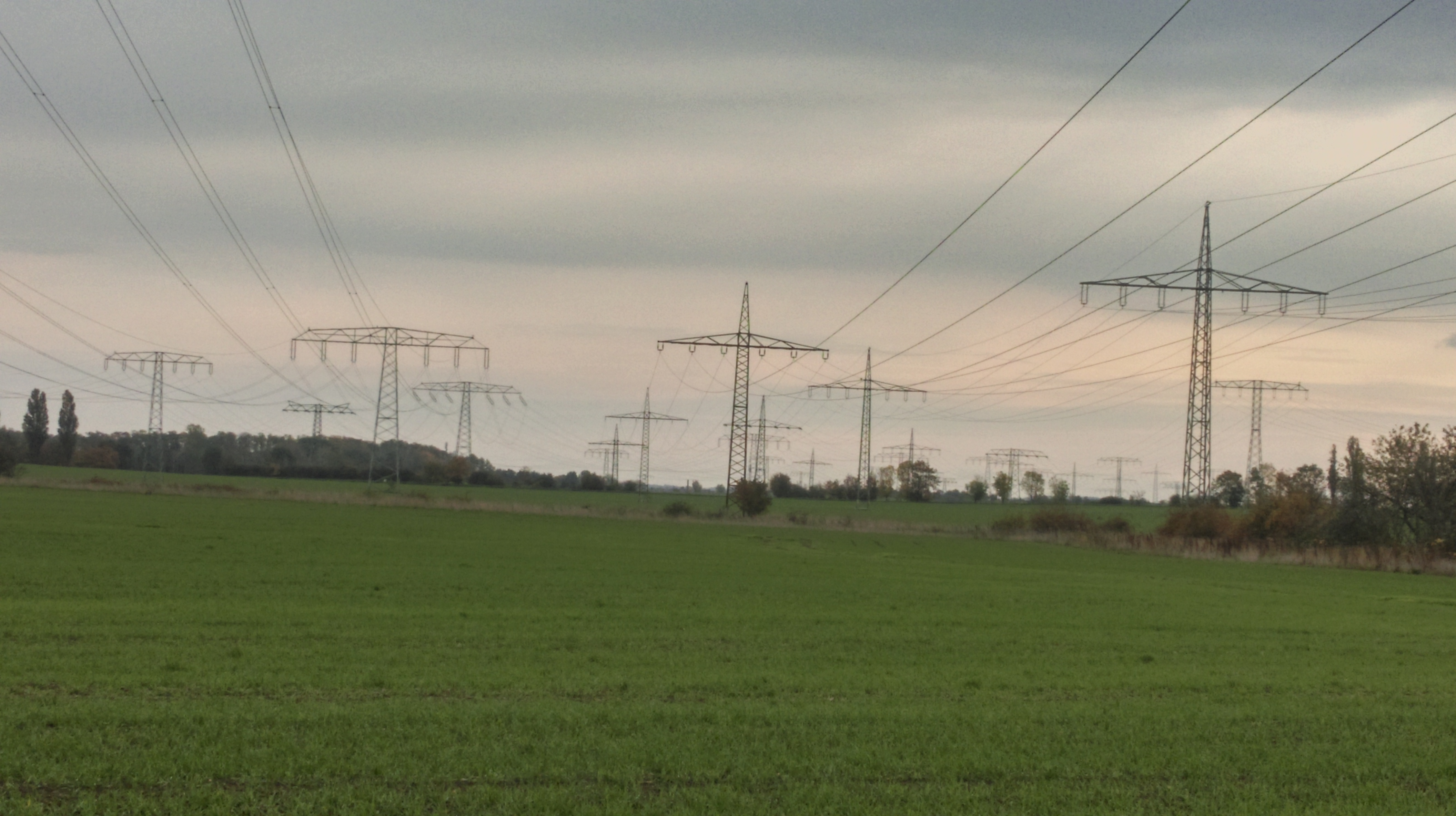
Verschiedene Mastbauweisen in Einebenenordnung bei Taucha
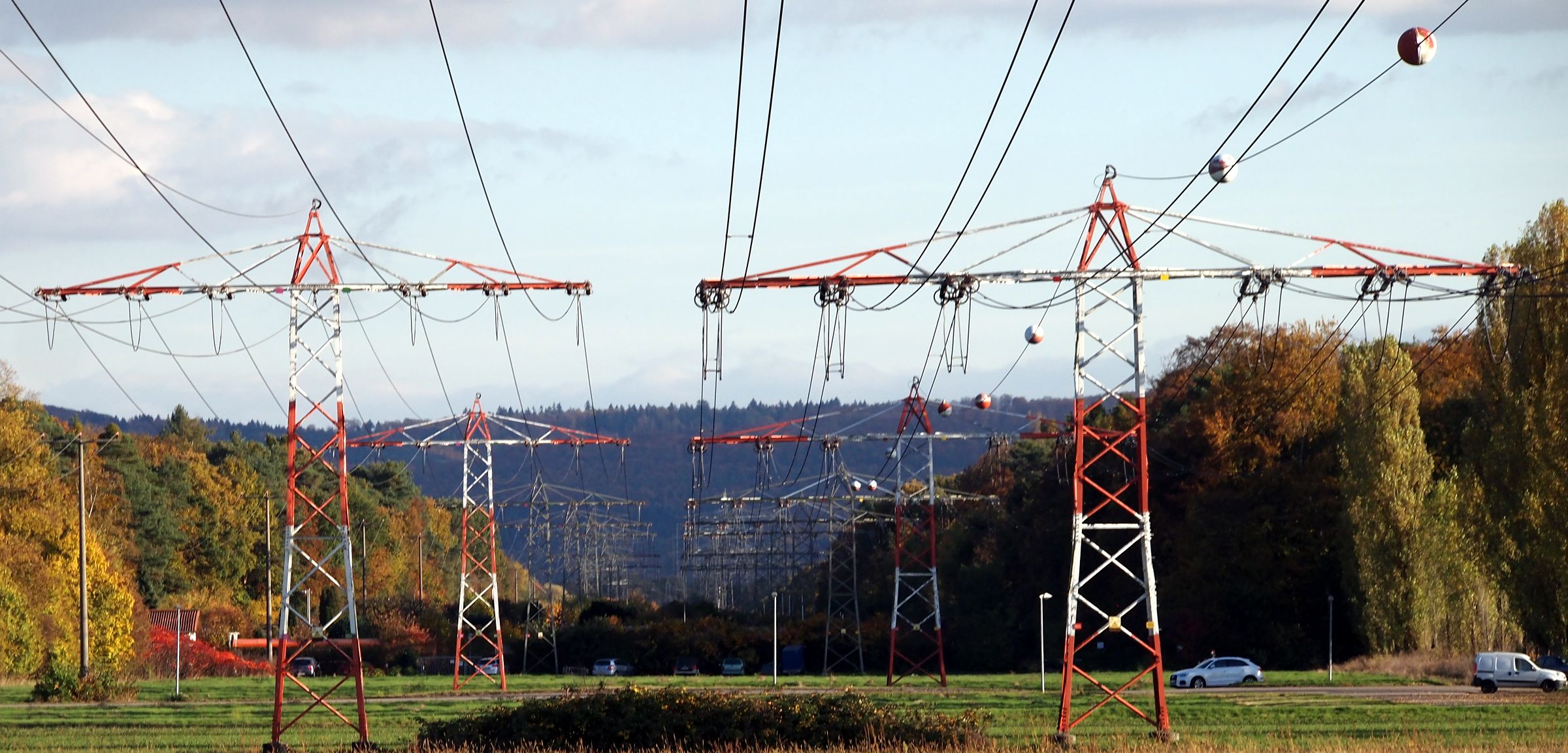
Einebenenmasten für 110 kV und 220 kV in der Nähe des Flugplatzes Karlsruhe-Forchheim
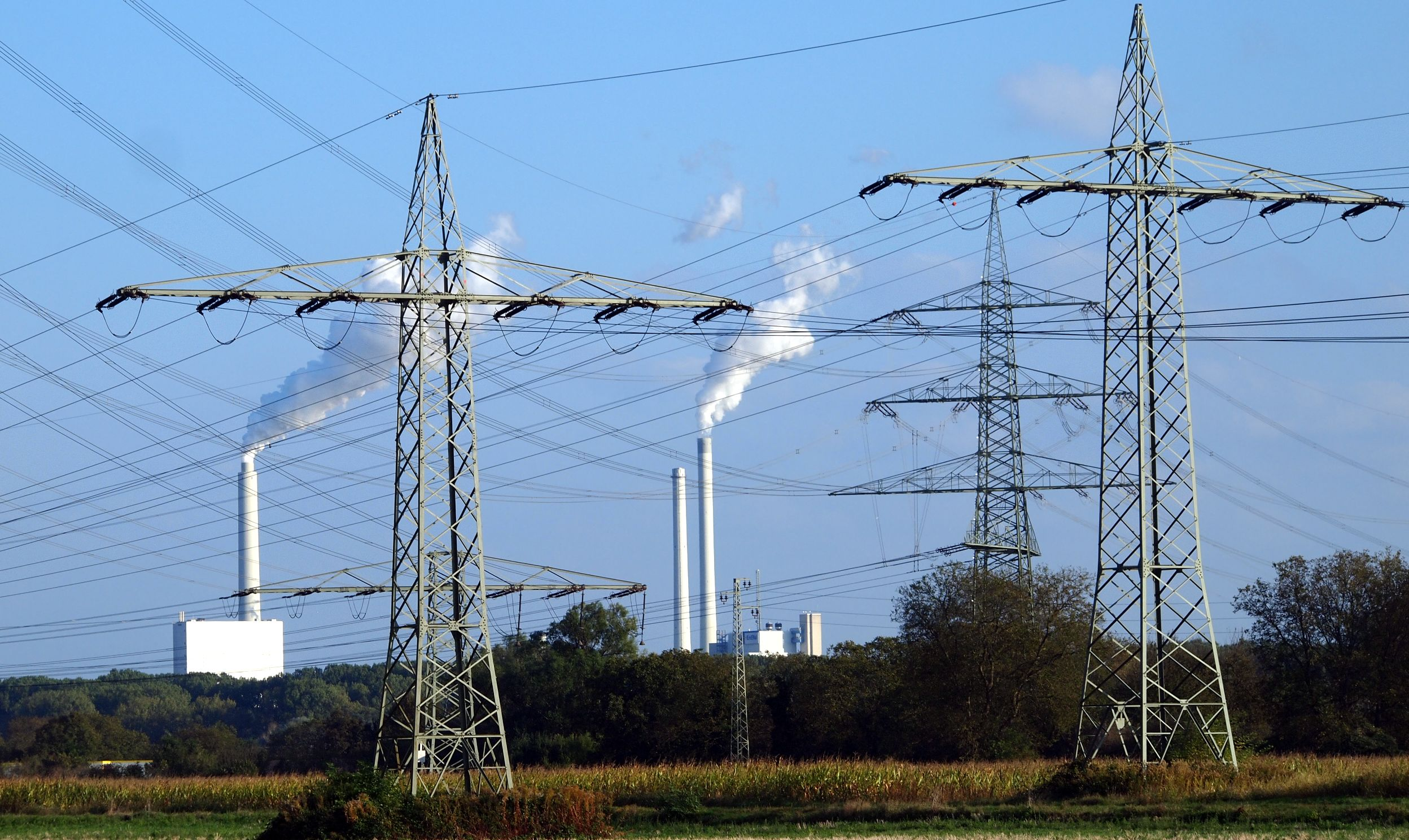
110 kV-Einebenenmasten zur Unterquerung einer Höchstspannungsleitung
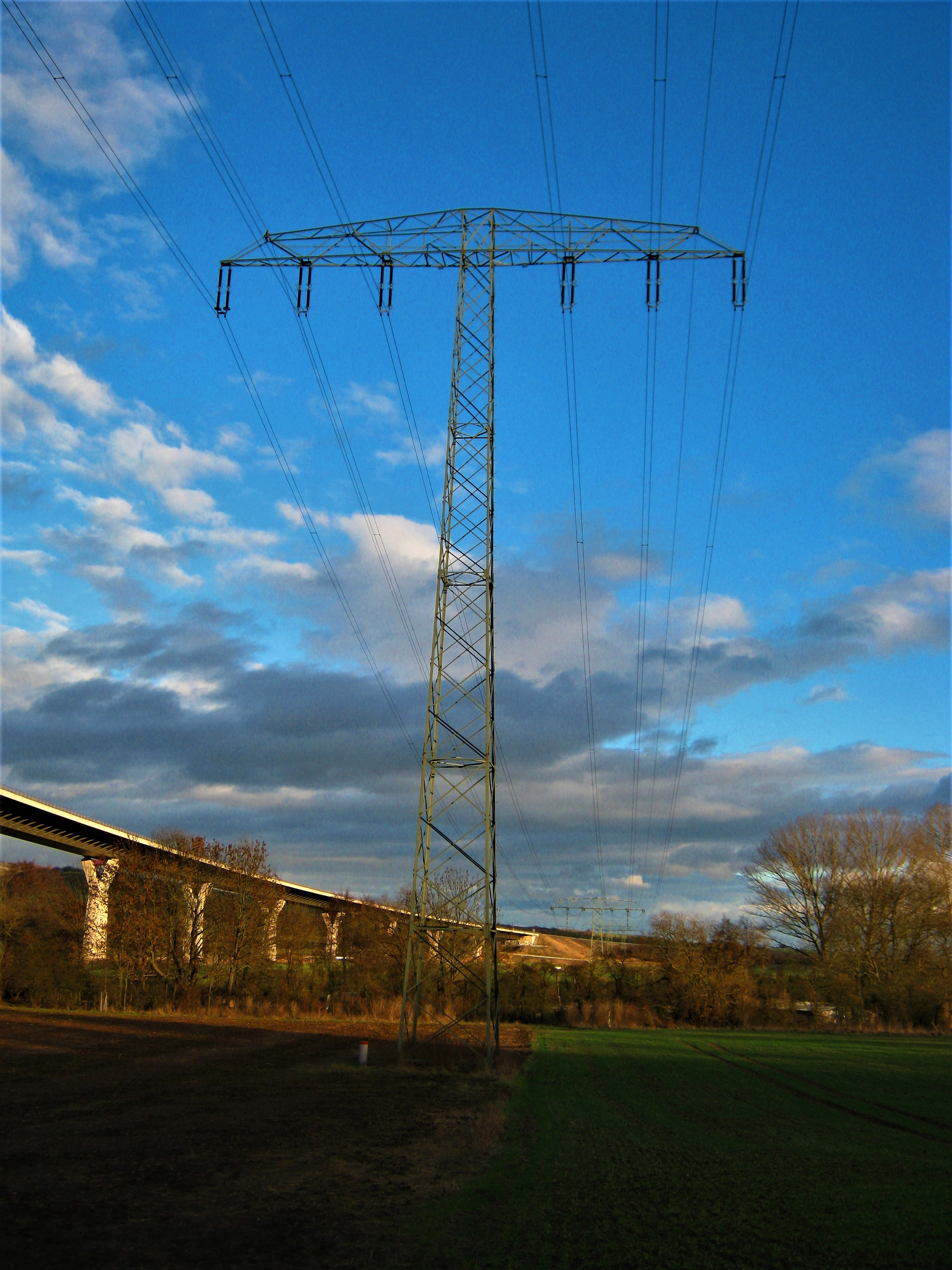
Einebenenmast in typischer Bauform der Neuen Bundesländer
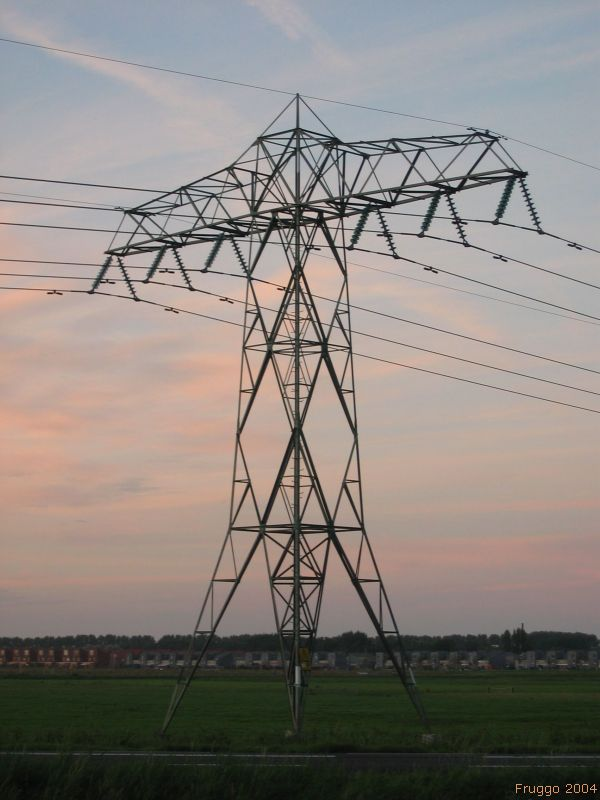
Einebenenmast in den Niederlanden
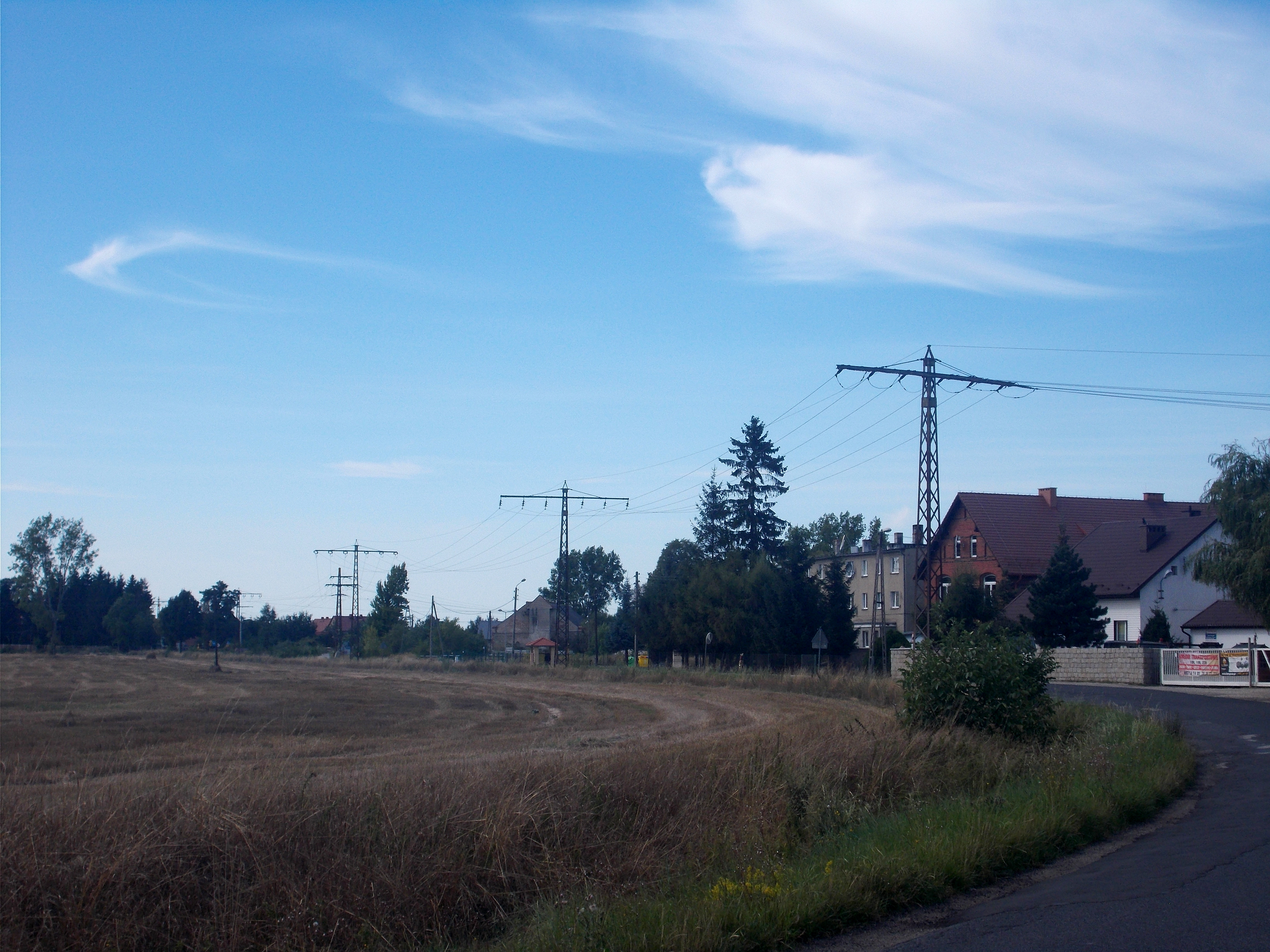
Mittelspannungsleitung in Einebenenanordnung in Polen

### Abgewandelte Formen

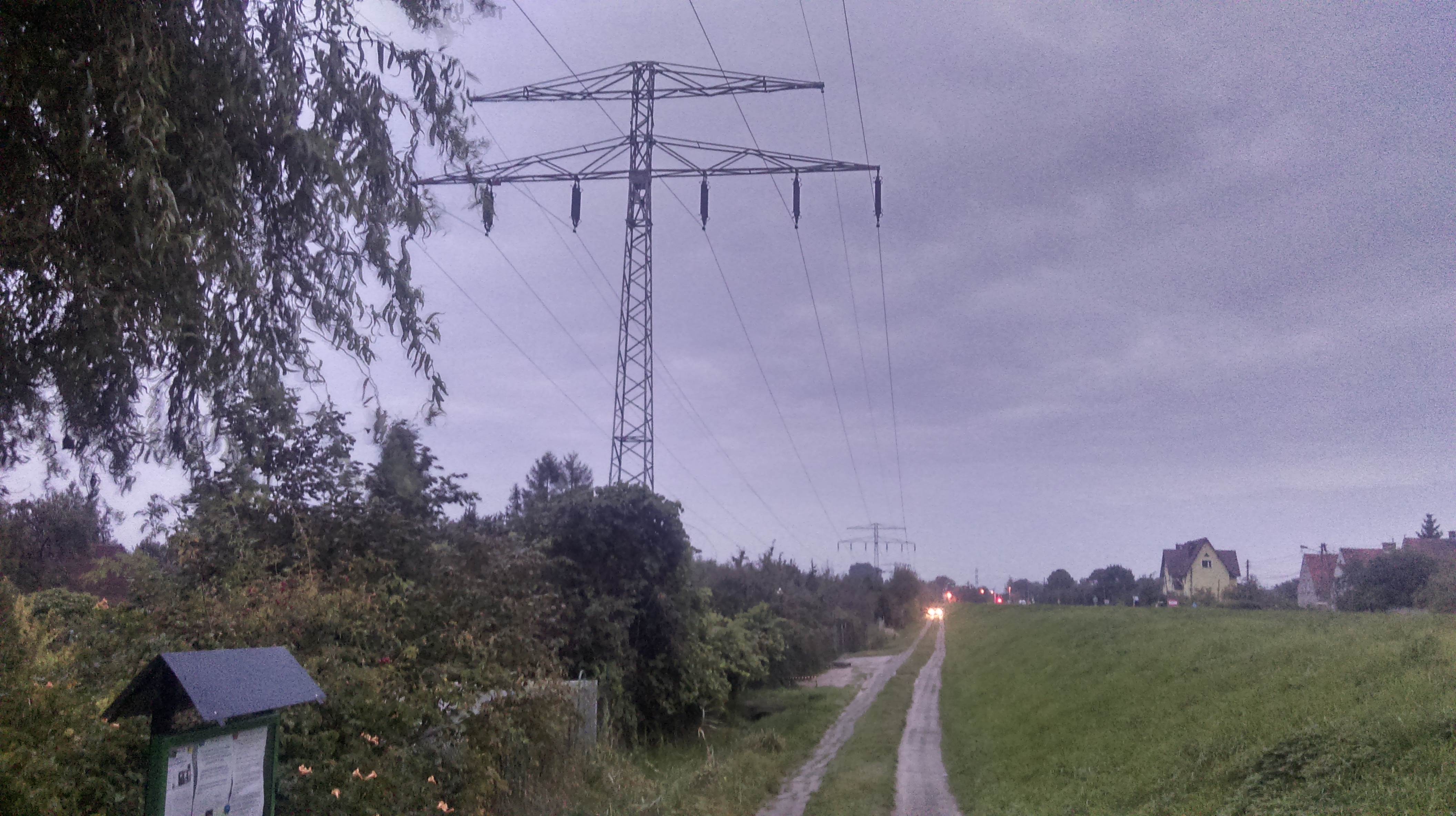
Einebenenmast mit zusätzlicher Erdseil-Traverse für einen besseren Blitzschutz
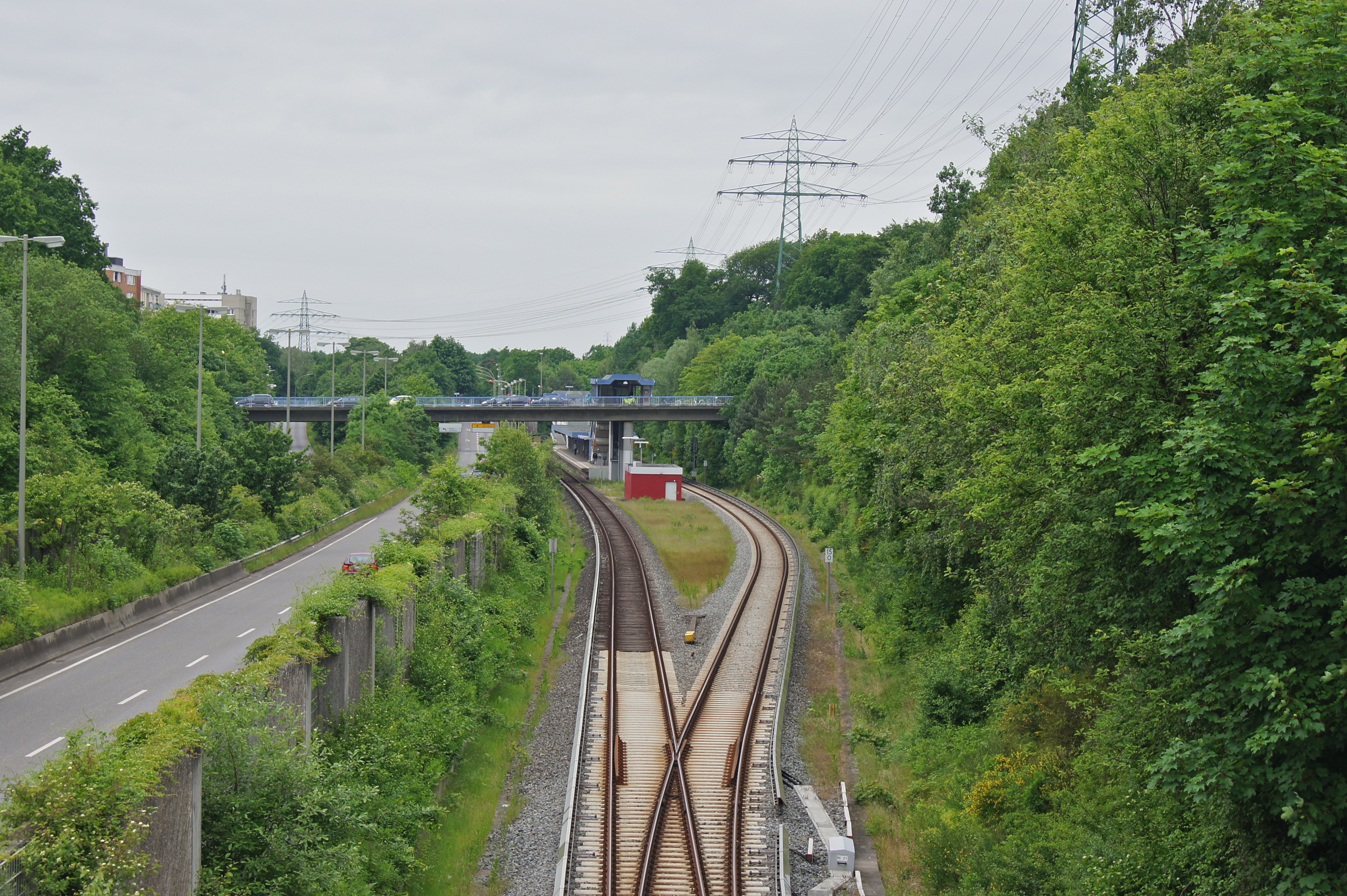
Masten in doppelter Einebenenanordnung für 4 Systeme, mit zusätzlicher Erdseil-Traverse
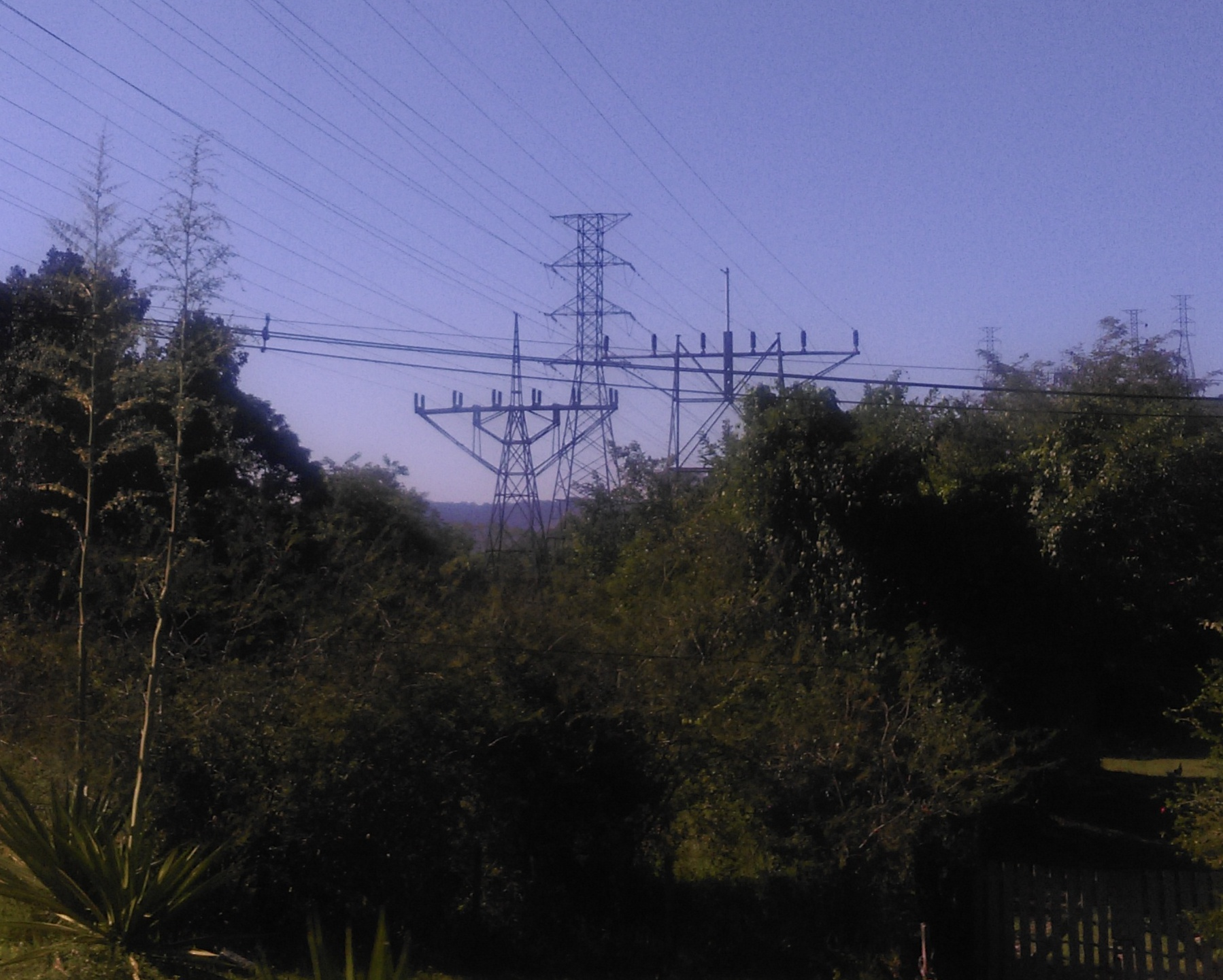
Zwei Einebenenmasten (Vordergrund) in unüblichem Design mit stehenden Isolatoren
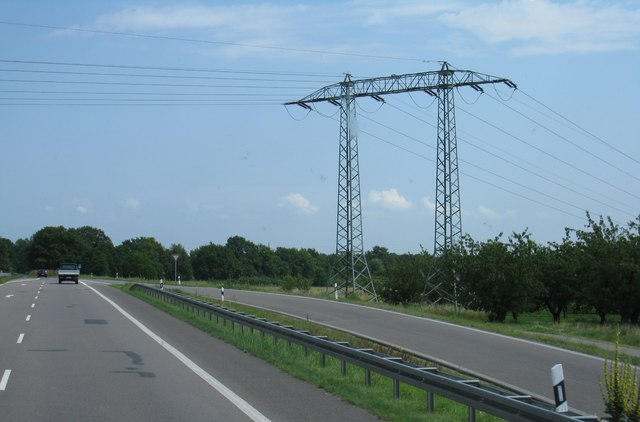
Abspannportal der märkischen Elektrizitätswerke aus den 1930ern
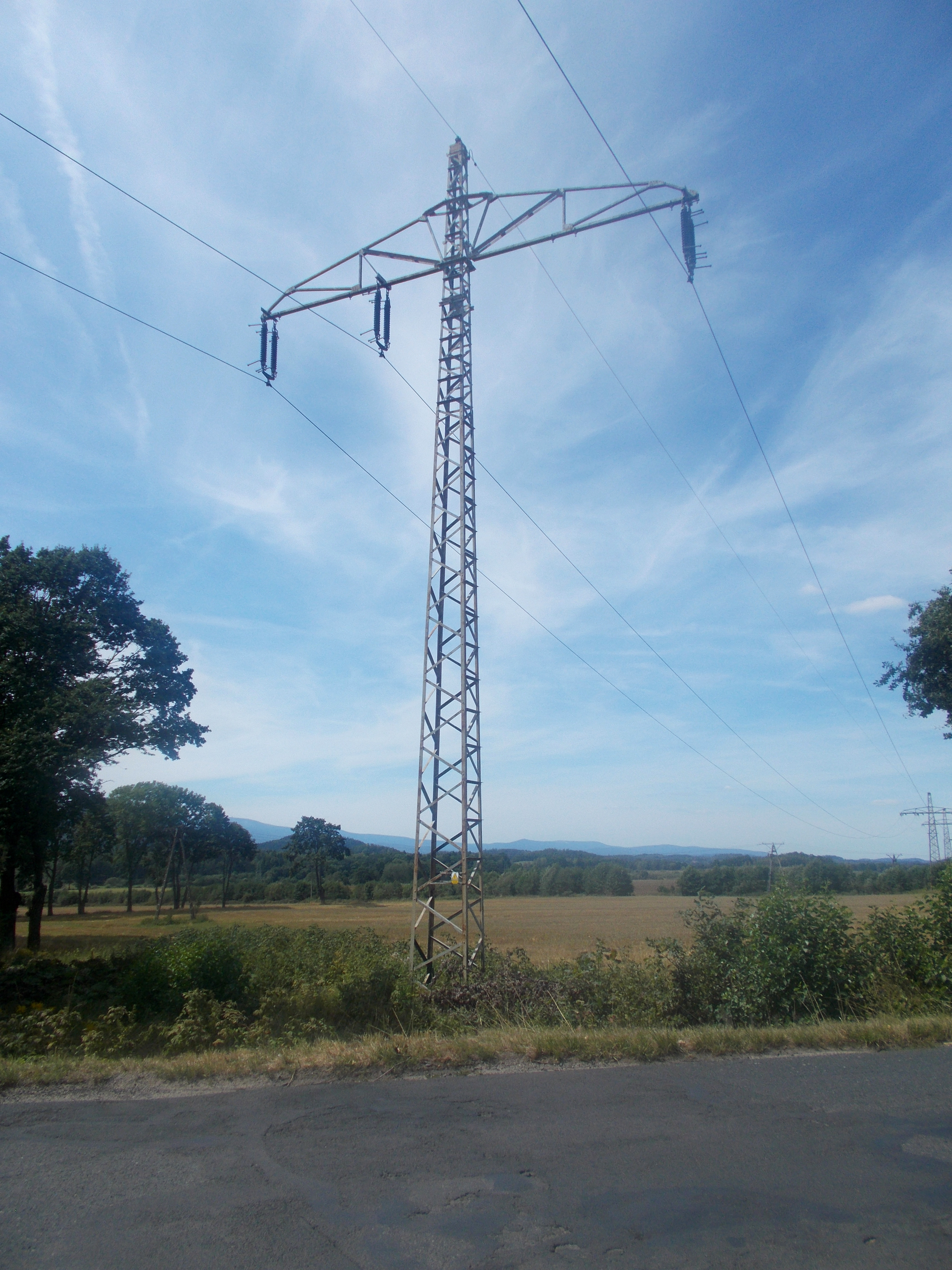
Einebenenmast für ein System mit flexibler Traverse, um mechanische Spannungen abzufedern
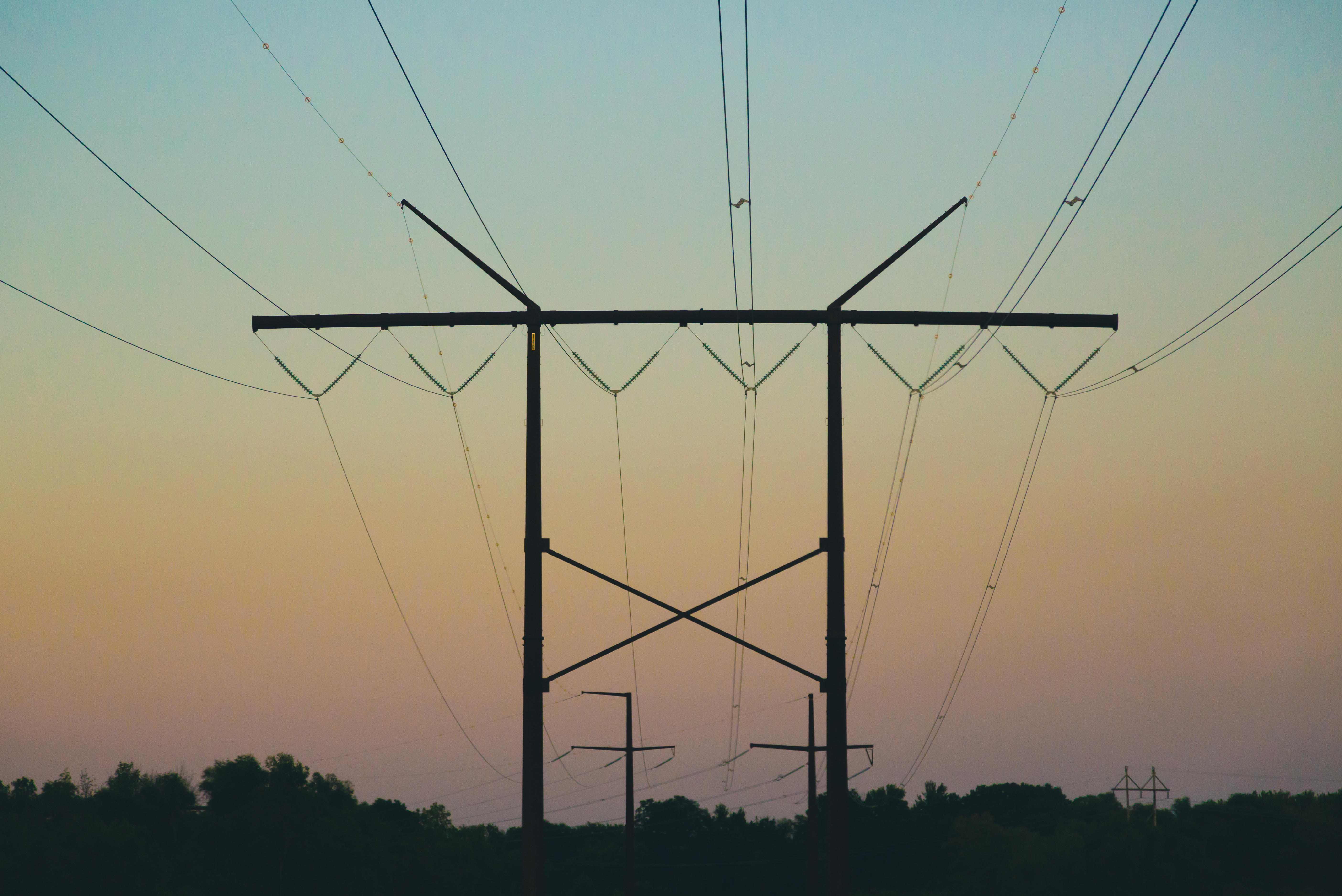
Als Portalmast ausgeführte Leitung aus Stahlrohren in den USA